# Schizonycha bukobana
Schizonycha bukobana är en skalbaggsart som beskrevs av Hermann Julius Kolbe 1914. Schizonycha bukobana ingår i släktet Schizonycha och familjen Melolonthidae. Inga underarter finns listade i Catalogue of Life.